# Luis Garicano

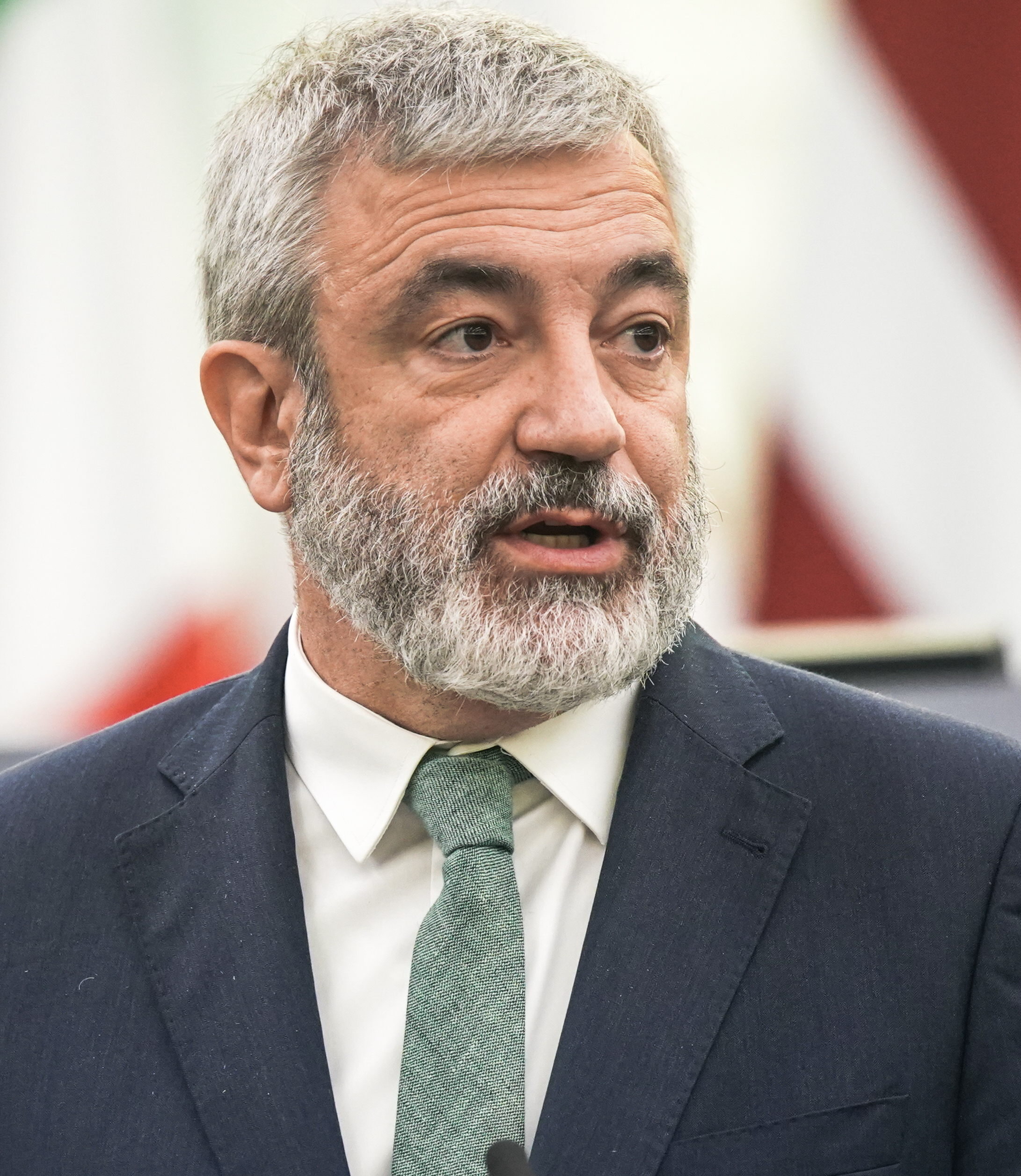
Luis Garicano (2022)

Luis Garicano Gabilondo (* 1967 in Valladolid) ist ein spanischer Ökonom und Politiker (Ciudadanos). Er war von 2019 bis 2022 Mitglied des Europäischen Parlaments für Spanien. Außerdem war er Vizepräsident von Renew Europe und Vizepräsident der europäischen politischen Partei Allianz der Liberalen und Demokraten für Europa. Vor seiner Tätigkeit in Brüssel war er Professor für Strategie und Volkswirtschaftslehre an der IE Business School in Madrid und an der London School of Economics (LSE). Seit 2023 ist Garicano wieder als Professor an der London School of Economics tätig.

## Leben und akademische Karriere
Luis Garicano wurde in Valladolid geboren. Er ist der Sohn von Ana Gabilondo und Luis Garicano. Er besuchte in seiner Heimatstadt die San José School, eine Jesuitenschule. Garicano erwarb einen Bachelorabschluss in Wirtschaftswissenschaften (1990) und Rechtswissenschaften (1991) der Universität Valladolid. Anschließend erwarb er 1992 einen Master in European Economic Studies am College of Europe in Brügge (Belgien) und 1995 einen zweiten Master in Economics an der University of Chicago. Dort wurde er 1998 in Wirtschaftswissenschaften promoviert. An der University of Chicago war sein Doktorvater Sherwin Rosen, einer der führenden Arbeitsökonomen des 20. Jahrhunderts. Während seiner Zeit dort war er auch Lehrassistent von Gary Becker und Kevin M. Murphy, zwei Hauptvertretern der Humankapitaltheorie; der Wirtschaftstheorie, die argumentiert, die Qualität und Bildung der Arbeitnehmer sei Hauptfaktor für die Förderung des Wirtschaftswachstums. Nach seiner Promotion wurde er als Assistenzprofessor an die Booth School of Business berufen, wo er seine Forschung zur Wissensökonomie in Arbeitsmärkten fortsetzte. 2002 wurde er Associate Professor und 2006 Full Professor. Während seines Aufenthalts in Chicago war er auch Gastprofessor an der Sloan School of Management, der Pompeu Fabra University und der London Business School. 2007 erhielt er den Banco Herrero Foundation Award als bester spanischer Ökonom unter 40 Jahren.
2008 wechselte er als Professor (Lehrstuhl) für Volkswirtschaftslehre und Strategie und als Forschungsdirektor im Gründungsteam des Fachbereichs Management an die London School of Economics and Political Science (LSE).
An der LSE gründete und leitete er zudem den Masterstudiengang Economics and Management und wurde 2011 Gruppenleiter der Managerial Economics and Strategy Group. Im Mai 2017 wechselte er als Professor für Volkswirtschaftslehre und Strategie an die Business School der IE University. Dort war er auch Direktor des Zentrums für Digitale Ökonomie, das die Entwicklung der Wissenschaftsbereiche Volkswirtschaftslehre, Betriebswirtschaftslehre, Soziologie und Rechtswissenschaften unterstützt. Darüber hinaus ist er wissenschaftlicher Mitarbeiter am Centre for Economic Policy Research und mit dem Centre for Economic Performance assoziiert. Garicano arbeitete als Ökonom für die Europäische Kommission (zwischen 1992 und 1993), für das Beratungsunternehmen McKinsey & Company (1998) und für die Foundation for Applied Economics Studies (2010), wo er den McKinsey-Lehrstuhl innehatte.
Von Januar 2012 bis April 2016 war er zudem unabhängiges Mitglied des Verwaltungsrats der Liberbank. Entsprechend seinen Einflüssen an der Universität Chicago konzentriert sich seine Forschung auf Produktivität, technologische Innovation und Arbeitsorganisation; auch mit Fokus auf Ungleichheit, Wirtschaftswachstum und Bankensysteme. Sein erster wissenschaftlicher Artikel (2000) „Hierarchies and the Organization of Knowledge in Production“ argumentiert, dass Hierarchien in Unternehmen Werkzeuge sind, um Wissen zu verwalten und Spezialisierung zu fördern.
In einem anderen Artikel mit Esteban Rossi Hansberg (2006), „Organization and Inequality in the Knowledge Economy“, untersuchen sie diese Theorie des Unternehmens weiter, um zu sehen, wie Informations- und Kommunikationstechnologien die Unternehmensorganisation und Ungleichheit unterschiedlich beeinflussen könnten: während Informationstechnologien dezentralisieren und zunehmen die Rückkehr zum Wissen in der gesamten Verteilung zentralisieren Kommunikationstechnologien und haben folglich den gegenteiligen Effekt. Diese Theorie wurde in seinem 2014 erschienenen Artikel mit Nick Bloom, Raffaella Sadun und John van Reenen erfolgreich getestet: „Die unterschiedlichen Auswirkungen von Informationstechnologie und Kommunikationstechnologie in der Organisation des Unternehmens“.
Diese innovative Vision von Organisationen geht weiter als andere Theorien (wie die von Unternehmen als ausgleichende Anreize) und wurde hoch anerkannt, da Garicano in den wichtigsten Wirtschaftszeitschriften veröffentlicht wurde, darunter das Quarterly Journal of Economics, das Journal of Political Economy, die Review of Economic Studies, die American Economic Review und das Journal of Economic Perspectives. In seiner Freizeit kocht, liest (insbesondere Biografien) und wandert Garicano gerne.

## Aktivismus
Luis Garicano fördert seit Jahren aktiv Strukturreformen der spanischen Institutionen und der Wirtschaft, insbesondere auf dem Arbeitsmarkt sowie im Gesundheits- und Rentensystem. Sein Aktivismus wird oft mit dem aktivistischen Regenerationismus von José Ortega y Gasset verglichen. In dieser Richtung schreibt er häufig Meinungen und Analysen für die wichtigsten Nachrichtenagenturen, darunter die Financial Times, El País und El Mundo.
2009 gründete er den Blog Nada Es Gratis (Nichts ist umsonst), um einen differenzierteren öffentlichen Diskurs zu fördern, der auf Fakten und ökonomischen Methoden basiert, und der Blog hat sich zum wichtigsten Wirtschaftsblog auf Spanisch entwickelt. Zwei Jahre später veröffentlichte Garicano zusammen mit f+ünf anderen Experten sein erstes Buch (unter dem gleichen Namen wie den Blog), in dem sie für Reformen der spanischen Wirtschaft plädierten, um die Produktivität zu sichern und das Wachstum zu fördern. 2012 war er Teil einer elfköpfigen Expertenkommission zur Reform des spanischen Hochschulsystems.
2013 veröffentlichte er gemeinsam mit Carles Casajuana, César Molinas und Elisa de la Nuez ein Manifest, das sich für eine Reform der Parteienregulierung einsetzte, das schließlich von rund hundert spanischen Intellektuellen unterstützt wurde. 2014 veröffentlichte er sein erstes Solobuch, El dilema de España (Spaniens Dilemma), in dem er argumentiert, dass Spanien sich entscheiden muss, das Dänemark oder das Venezuela Südeuropas zu werden. Insbesondere schlägt das Buch Bildungs- und institutionelle Reformen vor, um ein sinnvolles Wachstum zu fördern und die perversen Anreize zu vermeiden, die die Finanzkrise von 2008 verursacht haben.
Als Mitglied von Gruppen wie Euro-Economics und dem Council for the European Crisis des Institute for New Economic Thinking (INET) war Garicano auch einer der führenden Ökonomen, der sich für Strukturreformen des europäischen Finanzsystems einsetzte. Er war Mitglied der von Markus Brunnermeier geleiteten Gruppe von Ökonomen, die den Vorschlag für European Safe Bonds (ESBies) zur Schaffung von Wertpapieren entwickelt hat, die durch ein diversifiziertes Portfolio von Zentralstaatsanleihen des Euroraums besichert sind. Dieses innovative Finanzinstrument wurde als Lösung vorgeschlagen, um Banken bei der Diversifizierung ihrer Staatsengagements zu unterstützen und die Verbindung zwischen ihnen und ihren Heimatregierungen weiter zu schwächen. Der Vorschlag wurde 2018 von der Europäischen Kommission unter dem Namen SBBS aufgegriffen.

## Politik
Am 8. Februar 2015 kündigte er seinen Eintritt in die Politik an, indem er sich Ciudadanos anschloss, einer liberalen spanischen Mitte-Rechts-Partei. Seitdem ist er Chefökonom der Partei.
Er war verantwortlich für die Ausarbeitung des Wirtschaftsprogramms der Partei vor den Parlamentswahlen 2015 und 2016 und war der Hauptarchitekt hinter den wichtigsten wirtschaftlichen Vorschlägen von Ciudadanos, einschließlich eines spanischen Äquivalents der amerikanischen Einkommensteuergutschrift und des „Einzelvertrags“ (ein Vorschlag zur Beseitigung struktureller Ungleichheiten auf dem Arbeitsmarkt). Nach seiner Tätigkeit als Leiter Wirtschaft, Wissen und Industrie ist er seit 2017 Leiter Wirtschaft und Beschäftigung.
Seine Arbeit am Programm von Ciudadanos ist in seinem Buch Recuperar el Futuro (Die Zukunft zurückgewinnen) mit Toni Roldán zusammengefasst. Garicano war auch einer der zentralen Verfechter des Liberalismus innerhalb der Partei; und war ein Schlüsselfaktor für den ideologischen Übergang der Partei im Jahr 2017 von der Sozialdemokratie zum progressiven Liberalismus. Am 2. Dezember 2016 wurde er in Polen zum Vizepräsidenten der ALDE-Partei, der Bündnispartei der liberalen Demokraten auf europäischer Ebene, ernannt.
Bei der Europawahl 2019 wurde er ins Europaparlament gewählt. Zum 1. September 2022 legte er sein Mandat nieder. Für ihn rückte Eva-Maria Poptcheva nach.
Im Sommer 2023 kehrte er als Professor für Public Policy zurück an die LSE, dieses Mal an die dortige School of Public Policy.